# Farmington, Illinois
Farmington je grad u američkoj saveznoj državi Ilinois. Prema popisu stanovništva iz 2010. u njemu je živjelo 2.448 stanovnika.